# 호빗

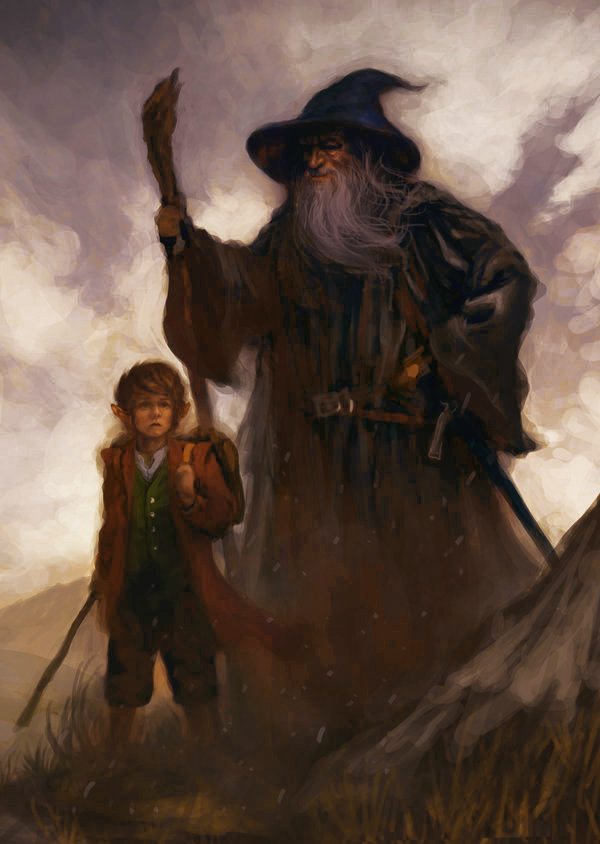
빌보 배긴스(왼쪽)와 간달프(오른쪽).

호빗(Hobbit)은 존 로널드 로웰 톨킨의 소설 시리즈 가운데땅에 등장하는 종족이다. 평균 인간의 키의 절반 정도인 호빗을 톨킨은 인간의 가까운 친척으로 제시하였다. 톨킨의 글에서 호빗은 맨발로 생활하며, 일반적으로 집이 언덕 측면에 지어지므로 아늑한 지하굴에 산다. 호빗의 발은 거친 살로 되어있어, 신발이 필요하지 않으며, 머리카락은 주로 곱슬머리이다.
호빗은 톨킨의 소설 호빗에 처음으로 등장한다. 호빗의 주인공은 빌보 배긴스로, 난쟁이들의 에레보르를 되찾는 모험에 예기치 않게 합류하게 된다. 속편인 반지의 제왕에서 호빗 프로도 배긴스, 샘와이즈 갬지, 툭 집안 피핀, 강노루네 메리는 가운데땅을 구하기 위해 싸우는데 중요한 등장인물들이다.
그들은 주로 호비튼이라는 작은 마을에 모여 산다. 호비튼은 가운데땅의 북서쪽에 있는 샤이어에 있는 마을로 확인된다. 또한 호빗들은 일반 인간과 공존하는 브리 마을에도 살고 있다. 톨킨은 다른 주변 마을에도 호빗들이 있을 것이라고 했지만, 이야기속에서는 결코 등장하지 않았다.
"호빗"이란 단어의 유래에 대해서는 여러 논쟁이 있지만, 로한 사람들의 말로 "굴 파는 사람들"이란 뜻을 가지고 있는 "홀뷔틀란(Holbytlan)"이라는 단어에서 유래되었다는 것이 가장 유력하다고 여겨진다.

## 생김새
J. R. R. 톨킨은 호빗들의 키가 0.61~1.22m라고 언급했으며, 평균 키는 107cm이라고 말했다. 또한 호빗들은 녹색과 노란색 등 밝은 옷을 선호하며, 일반적으로 호빗은 수줍음이 많지만 적절한 상황에서는 큰 용기와 놀라운 위업을 수행할 수 있다. 호빗들은 돌을 던지는데 능숙하며, 수염을 기르지 못한다. 하지만 일부 호빗들은 수염을 기르기도 한다. 발은 머리와 같이 갈색 털로 덮여 있으며, 발이 거의 가죽과 비슷해 신발은 신지 않는다.

호빗들은 난쟁이들보다 땅딸막하지는 않는다. 귀가 뾰족하며, 톨킨은 1983년 미국 출판사에 보낸 편지로 호빗의 생김새를 명확히 하였다. 
| “ | 내 영국 리뷰어 중 일부가 좋아하는 것처럼 보이는 것처럼 나는 일종의 '요정', 토끼가 아니라 상당히 인간적인 모습을 그립니다. 배는 뚱뚱하고 다리는 짧습니다. 둥글고 쾌활한 얼굴, 귀는 약간 뾰족하고 '엘프적'입니다. 머리카락이 짧고 갈색입니다. 발목에서 아래로 발은 갈색 털로 덮여 있습니다. 옷은 녹색 벨벳 바지, 빨간색 또는 노란색 조끼, 갈색 또는 녹색 재킷, 금(또는 황동) 단추, 짙은 녹색 후드와 망토입니다. | ” |
|   | — J. R. R. 톨킨 |   |

톨킨은 호빗을 인류의 친척 또는 인류의 다양함 또는 별도의 가지로 제시하였다. 톨킨의 가운데땅에서 다른 종족들은 인간과 호빗의 유사점을 알고 있지만, 호빗은 스스로 호빗이 인간이 아닌 별도의 종족이라고 여긴다. 호빗의 수명은 100세까지이다. 호빗에서 빌보의 33번째 생일에 성인이 되었으므로, 호빗의 50세는 중년에 접어든 것으로 간주된다.

## 같이 보기
- 호빗 데이